# Айбутово
Айбутово — деревня в Талдомском районе Московской области России, входит в состав сельского поселения Ермолинское. Население — 10 чел. (2010).

## География
Деревня расположена на севере Московской области, в восточной части Талдомского района, примерно в 17 км к востоку от центра города Талдома, с которым связана прямым автобусным сообщением (маршруты № 26 и № 29), на автодороге, соединяющей районный центр с трассой Р104. Ближайшие населённые пункты — деревни Костенёво, Леоново и Разорёно-Семёновское.

## История
В «Списке населённых мест» 1862 года — владельческая деревня 2-го стана Калязинского уезда Тверской губернии между Дмитровским и Углицко-Московским трактами, в 57 верстах от уездного города и 17 верстах от становой квартиры, при колодце, с 16 дворами и 186 жителями (92 мужчины, 94 женщины).
По данным 1888 года входила в состав Семёновской волости Калязинского уезда, проживало 172 человека (83 мужчины, 89 женщин).
По материалам Всесоюзной переписи населения 1926 года — деревня Разорёно-Семёновского сельского совета Семёновской волости Ленинского уезда Московской губернии, в 16 км от Кашинского шоссе и 17,1 км от станции Талдом Савёловской дороги, проживал 181 житель (89 мужчин, 92 женщины), насчитывалось 37 хозяйств, среди которых 33 крестьянских.
С 1929 года — населённый пункт в составе Ленинского района Кимрского округа Московской области.
Постановлением ЦИК и СНК от 23 июля 1930 года округа как административно-территориальные единицы были ликвидированы. Постановлением Президиума ВЦИК от 27 декабря 1930 года городу Ленинску было возвращено историческое наименование Талдом, а район был переименован в Талдомский.
1930—1959 гг. — деревня Куниловского сельсовета Талдомского района.
1959—1963, 1965—1992 гг. — деревня Припущаевского сельсовета Талдомского района.
1963—1965 гг. — деревня Припущаевского сельсовета Дмитровского укрупнённого сельского района.
1992—1994 гг. — деревня Юркинского сельсовета Талдомского района.
1994—2006 гг. — деревня Юркинского сельского округа Талдомского района.
С 2006 г. — деревня сельского поселения Ермолинское Талдомского муниципального района Московской области.

## Население
| 1859 | 1888 | 1926 | 2002 | 2006 | 2010 |
| ---- | ---- | ---- | ---- | ---- | ---- |
| 186  | ↘172 | ↗181 | ↘12  | →12  | ↘10  |